# USS Herndon (DD-198)
Pour les autres navires du même nom, voir USS Herndon et HMS Churchill.
L'USS Herndon (DD-198) est un destroyer de classe Clemson construit pour l'United States Navy à la fin des années 1920. Il fut le premier navire nommé en l'honneur du commander William Lewis Herndon, officier de marine et explorateur américain décédé en 1857.
Sa quille est posée le 25 novembre 1918 au chantier naval Newport News Shipbuilding de Newport News, en Virginie. Il est lancé le 31 mai 1919, parrainé par Miss Lucy Taylor Herndon (nièce du commandant Herndon), et mis en service le 14 septembre 1920 sous le commandement du lieutenant commander L. H. Thebaud.
Il servit dans l'US Coast Guard en tant que CG-17. Il fut ensuite transféré dans la Royal Navy sous le nom de HMS Churchill et, plus tard dans la Marine soviétique sous le nom de Deyatelny.

## USSHerndon
Après ses essais dans les eaux de la Nouvelle-Angleterre, le Herndon est mis en réserve à Charleston, en Caroline du Sud le 3 novembre 1920. Pendant sa mise en réserve, il effectue des exercices d'entraînement et des manœuvres le long de la côte Est des États-Unis jusqu'à son retrait du service à Philadelphie le 6 juin 1922.
Le Herndon sert dans l'United States Coast Guard de 1930 à 1934 dans le cadre des patrouilles "Rum".
Il est remis en service le 4 décembre 1939. Après des essais et une patrouille inaugurale, le Herndon rejoint la baie de Guantanamo le 23 janvier 1940 afin d'effectuer des patrouilles de neutralité dans les Caraïbes. En juillet-août, il opère au large de la zone du canal de Panama pour des manœuvres tactiques et anti-sous-marines.
Le Herndon Depot Museum (en) à Herndon, en Virginie, abrite des artefacts de l'USS Herndon.

## HMSChurchill
Il est désarmé puis remis à la Grande-Bretagne en vertu de l'accord Destroyers for Bases Agreement à Halifax, en Nouvelle-Écosse le 9 septembre 1940. Renommé HMS Churchill, il sert de navire amiral de la première flottille de la classe Town dans des convois transatlantiques tout en patrouillant au large des atterrages occidentaux.
Au cours de sa carrière dans la Royal Navy, il a notamment participé à la traque du cuirassé allemand Bismarck après avoir coulé le croiseur cuirassé HMS Hood. En août 1941, il a transporté le Premier ministre Winston Churchill vers le Royaume-Uni après la Conférence de l'Atlantique avec le président Franklin D. Roosevelt. Le Churchill a été affecté au groupe d'escorte B-7 de la Mid-Ocean Escort Force pour les convois HX-186 et ON-94. Il sert également d'escorte lors de l'opération Torch, l'invasion alliée de l'Afrique du Nord. Le Churchill a été modifié pour ses opérations d'escorte des convois commercial en retirant trois canons de 102 mm et trois des supports lance-torpilles triples afin de réduire le poids de la superstructure pour installer le mortier Hedgehog anti-sous-marin. Le Churchill fut ensuite affecté au groupe d'escorte C-4 de la Mid-Ocean Escort Force pour les convois SC-112, ON-158, HX-224, ON-177 et HX-235 au cours de l'hiver 1942-1943.

## Deyatelny
Transféré dans la Marine soviétique le 16 juillet 1944, le destroyer est rebaptisé Deyatelny.
Le 16 janvier 1945 à 20 h 30, le Dejatelnyj obtint un contact radar de l'U-956 alors qu'il escortait du convoi KB-1, à environ 40 milles à l'est du cap Tereberski, en mer de Kara. Selon les sources soviétiques, le destroyer a alors essayé d’éperonner l'U-Boot en plongée et il largua également des charges de profondeur, sans succès. Alors qu'il s’apprêtait à faire demi-tour pour lancer une deuxième attaque, une grosse explosion se produisit à l'arrière du navire. Après de nombreuses tentatives de sauvetage, le navire
coule après 50 minutes, emportant 117 membres d'équipage. Seuls sept hommes ont été secourus par le destroyer Derzkij.

## Commandement

### Royal Navy
- Commander Gerald Roger Cousins du 9 septembre 1940 au 3 mars 1942.
- Commander Peter John Fitzgerald du 3 mars 1942 au 27 février 1943.
- Commander Godfrey Noel Brewer du 27 février 1943 à mars 1943.
- Commander Peter John Fitzgerald de mars 1943 au 1er juin 1943.
- Lieutenant Anthony Charles Denniss Leach du 1er juin 1943 à début 1944.
- Lieutenant James Hume Millar de début 1944 au 16 juillet 1944.